# Hugh Hare, 1. Baron Coleraine
Hugh Hare, 1. Baron Coleraine (* 1606; † 19. Oktober 1667 in Totteridge, Hertfordshire, heute London Borough of Barnet) war ein englischer Höfling und Royalist.

## Leben
Er war der Sohn des John Hare (1546–1613) aus dessen Ehe mit Margaret Crowch († 1653). Sein Vater John war ein Londoner Bürger und Bewohner der Fleet Street, wurde 1591 Bencher und 1605 Schatzmeister des Inner Temple sowie 1587 Unterhausabgeordneter für Horsham. Hugh Hare hatte einen Onkel gleichen Namens, der ebenfalls Bencher am Inner Temple sowie Master of the Rolls war, im März 1620 starb und seinem glücklichen Neffen ein Vermöfen von mehr als 30.000 £ hinterließ.
Hare folgte seinem Vater und Onkel an den Inner Temple, wo er im November 1620 als Student aufgenommen wurde. Am 26. April desselben Jahres heiratete seine Mutter erneut; ihr Ehemann war Sir Henry Montague (um 1563–1642), Lord Chief Justice of King’s Bench und ab 1626 1. Earl of Manchester. Hare selbst heiratete vor 1636 Lucy Montague († 1682), Montagues zweite Tochter aus erster Ehe mit Catherine Spencer.
Hare wurde am Hof zugelassen und erlangte schnell die Gunst des Königs Karl I. Am 31. August 1625 verlieh ihm der König den erblichen irischen Adelstitel eines Baron Coleraine, of Coleraine. Von diesem Zeitpunkt war und blieb Hare ein treuer Anhänger des Königs. Da er nicht in der Lage oder nicht gewillt war, am irischen Parlament in Dublin teilzunehmen, zeigte er seine Loyalität, indem er den Lordkanzler von Irland Adam Loftus, 1. Viscount Loftus, bevollmächtige, dessen Recht, diese Vollmacht zu nutzen, am 30. Juli 1634 vom Irish House of Lords anerkannt wurde. Die Ausübung einer weiteren Vollmacht wurde im Mai 1641 anerkannt.
Ebenfalls 1641 kaufte Lord Coleraine das Herrenhaus und Schloss Longford Castle in der Nähe von Salisbury in Wiltshire von Edward Gorges, 1. Baron Gorges of Dundalk, der hoch verschuldet war. Als im Folgejahr der Bürgerkrieg ausbrach, gerieten für ihn als Royalisten seine in parlamentarischen Gebieten gelegenen Ländereien in Middlesex, Hertfordshire und Barking unter Zwangsverwaltung. Wiltshire stand unter royalistischer Kontrolle, bereitet ihm aber ebenfalls Ärger. Zunächst fand er Longford Castle mit Verbindlichkeiten des Vorbesitzers belastet vor, dass in kürzester Zeit 18.000 £ ausgab, um seinen Besitzanspruch in Rechtsstreitigkeiten zu sichern. Dann war er im April 1644 gezwungen, den Ort dem König als Garnison zu überlassen. Zu diesem Zeitpunkt hatte er bereits eine zu große Familie mit kleinen Kindern, um mit ihnen unter Soldaten zu leben, aber er wollte sein beeindruckendes neues Anwesen im Auge behalten und zog in das Haus seines Verwalters im nahegelegenen Britford. In diesen Monaten, beklagte sich Lord Coleraine darüber, dass Colonel Barnabas Pell, der royalistische Gouverneur von Longford Castle, vermutlich beim Umbau der Anlage aus militärischer Notwendigkeit, die Schönheit und die Stärken des Ortes zerstöre.
Im Laufe des Jahres 1645, wahrscheinlich nach der Schlacht von Naseby, hatte Lord Coleraine es satt, zuzusehen, wie sein Anwesen als Kaserne genutzt wurde. Er erhielt von Karl I. die Erlaubnis, Wiltshire zu verlassen, und kehrte vor der Übergabe von Longford Castle an Cromwell am 18. Oktober 1645 nach Totteridge in Hertfordshire zurück. Nun geriet Longford Castle unter die Zwangsverwaltung durch ein Bezirkskomitee der Parlamentarier, die dessen Instandhaltung deutlich vernachlässigten. Es ist vermutlich dem Einfluss von Lord Coleraines Schwager, Edward Montagu, 2. Earl of Manchester, zu verdanken, dass Longford Castle überhaupt erhalten blieb.
Am 12. Februar 1655 wurde berichtet, dass trotz seiner Bekanntheit unter den Anhängern des Königs nach der Niederlage der Royalisten im Bürgerkrieg keine Beweise dafür gefunden worden seien, dass Lord Coleraine straffällig geworden sei. Über seine Aktivitäten während der Interregnumszeit ist nichts bekannt, und es kann sein, dass er sich vorwiegend im Ausland aufhielt. Nach Wiederherstellung der Monarchie, 1660, erhielt Lord Coleraine die Kontrolle über seine Ländereien zurück und hatte sich ein ausreichendes Vermögen bewahrt, um diese nach und nach wieder Instand zu setzen. Am 6. Mai 1661 wurde eine Vollmacht von ihm angenommen, da er zu krank war, um an den Sitzungen des irischen House of Lords teilzunehmen. Er starb plötzlich am 2. Oktober 1667 in seinem Haus in Totteridge im Alter von 61 Jahren und wurde dort am 9. Oktober begraben.
Aus seiner Ehe mit Lady Lucy Montague gingen mindestens fünf Söhne und drei Töchter hervor, von denen sein ältester Sohn Henry Hare (1636–1708) ihn als 2. Baron Coleraine beerbte. Seine Tochter Alice Hare (* 1633) heiratete 1655 den späteren englischen Unterhausabgeordneten Sir George Fletcher, 2. Baronet (um 1633–1700).
Lord Coleraine soll ein Liebhaber der Heraldik, der Kunst und der Musik und ein großer Landschaftsgärtner gewesen sein.